# Mimosciadella subinermicollis
Mimosciadella subinermicollis är en skalbaggsart som beskrevs av Stefan von Breuning 1958. Mimosciadella subinermicollis ingår i släktet Mimosciadella och familjen långhorningar. Inga underarter finns listade i Catalogue of Life.